# Enrique Eskenazi

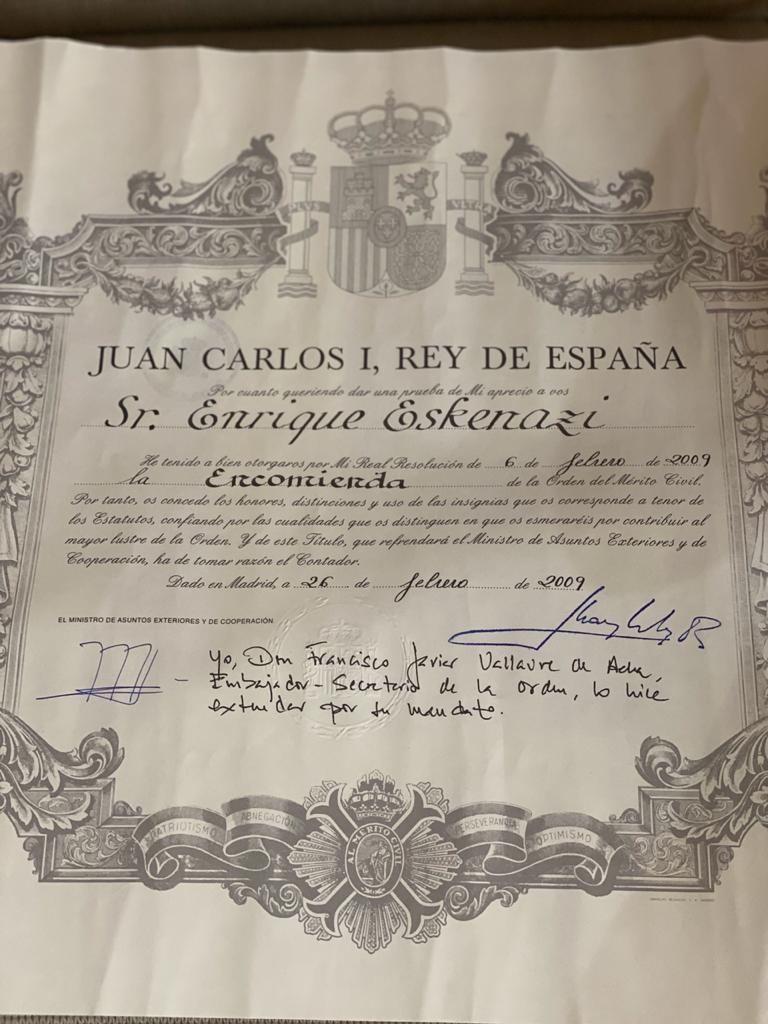
Enrique Eskenazi Ojalvo - Orden del Mérito Civil, Juan Carlos I, Rey de España

Enrique Eskenazi Ojalvo  (Santa Fe, 4 de agosto de 1925 - Santa Fe, 27 de enero de 2025) fue un ingeniero químico y empresario argentino.

## Biografía
Se graduó como ingeniero químico en la Universidad Nacional del Litoral (UNL)[cita requerida]
Participó activamente en los organismos  que representan la actividad constructora en Argentina y Chile. Desde el inicio dirigió el que luego se tituló Grupo Petersen. Dirigió personalmente la creación de Fundaciones dedicadas exclusivamente a educación. 
Cuando Repsol, empresa española que adquirió la mayoría de YPF,  fue nombrado vicepresidente de YPF en el año 2008 hasta la estatización en el año 2012.
Dirigió la Asociación Civil Cultural Centro Histórico Teatro Colón acompañando el desarrollo de la Plaza del Vaticano e impulsó la colocación de la pantalla gigante y la realización de conciertos públicos gratuitos.
Participo en el cementerio de la Recoleta y colaboró en la dirección de quienes participaron en la recuperación del viejo Rosedal de Palermo, tierra de Rosas y flora anárquica.

## Trayectoria
Inició su actividad en el grupo Bunge y Born, donde realizó su carrera empresaria hasta el año 1980. Ingresó en una antigua empresa constructora Petersen, Thiele y Cruz, que a pesar de sus favorables antecedentes e importantes obras tenía una situación de total falencia consecuencia de problemas personales entre sus socios y a malos negocios. EE mientras controlaba la gerencia general, adquiría acciones de la misma y pudo dirigir su presentación en el concurso de acreedores (1981/82). Su principal socio y exasesor en organizar esa convocatoria fue Roberto Dromi, que como en ese momento era funcionario del gobierno de la dictadura militar Intendente de la ciudad de Mendoza, hacía figurar a la doctora Laura Samartino (su esposa). El final de esta etapa ese queda con el control total del PTC junto a su socio Roberto Dromi.
En el marco de las políticas de los 90 se beneficio con la privatización del
del Banco de San Juan, del Banco de Santa Cruz, del Nuevo Banco de Santa Fe y del Nuevo Banco de Entre Ríos entre otros bancos de propiedad pública. Su conglomerado reúne 215 sucursales bancarias distribuidas en las regiones de la Patagonia, Cuyo y las provincias de Córdoba, Santa Fe, Entre Ríos.
En el año 1981 adquiere a través del Petersen, Thiele y Cruz SA, una de las mayores empresas constructoras y adquirió la mayoría del paquete accionario de esa firma, sucesivamente hizo ingresar a la misma en los sectores de servicios urbanos, financiero, agroindustria y energético y nuevas compañías que hoy conforman el denominado “Grupo Petersen”, uno de los más importantes del país.Hace pocos meses, Eskenazi, volvió a ser noticia nacional, cuando en noviembre de 2018 se conoció que la Justicia Federal de San Juan condenó al Banco San Juan SA y a la plana mayor de la entidad al pago de una multa de u$s17,7 millones, por la simulación de venta de dólares.La causa se originó en el desprendimiento de otras actuaciones iniciadas en 2008, mediante la cual el superintendente de Entidades Financieras y Cambiarias resolvió instruir un sumario. Se basó excesos cometidos por la entidad bancaria con operaciones cambiarias que se institucionalizaban y luego iban al mercado negro.
La causa se originó en el desprendimiento de otras actuaciones iniciadas en 2008, mediante la cual el superintendente de Entidades Financieras y Cambiarias resolvió instruir un sumario. Se basó en presuntos excesos cometidos por la entidad bancaria y sus autoridades en operaciones cambiarias que se institucionalizaban y luego iban al mercado negro.
Fue asesor empresario del Ministerio de Obras Públicas para la privatización de ferrocarriles y puertos, consejero de la UAC (Unión Argentina de la Construcción) y vicepresidente de ABAPPRA (Asociación de Bancos Públicos y Privados de la República Argentina).
La familia Eskenazi, dueña de varios bancos provinciales privatizados, es una de las interesadas en quedarse con la operación local del BBVA. Si se concreta la retirada del grupo español, se sumaría a la venta de la operación local del HSBC que fue adquirido por el Galicia de la familia Braun Menéndez bajo el gobierno de Mauricio Macri.
Además, reúne 215 sucursales bancarias distribuidas en las regiones de la Patagonia, Cuyo y las provincias de Córdoba, Santa Fe, Entre Ríos, las zonas más ricas de Argentina.
En noviembre de 2006, junto con los empresarios Eduardo Eurnekián y Hugo Sigman (Biogénesis Bagó) intentó comprar SanCor, la mayor empresa láctea argentina, ofreciendo un aporte de 60 millones de dólares por al menos el 25% de una nueva sociedad.

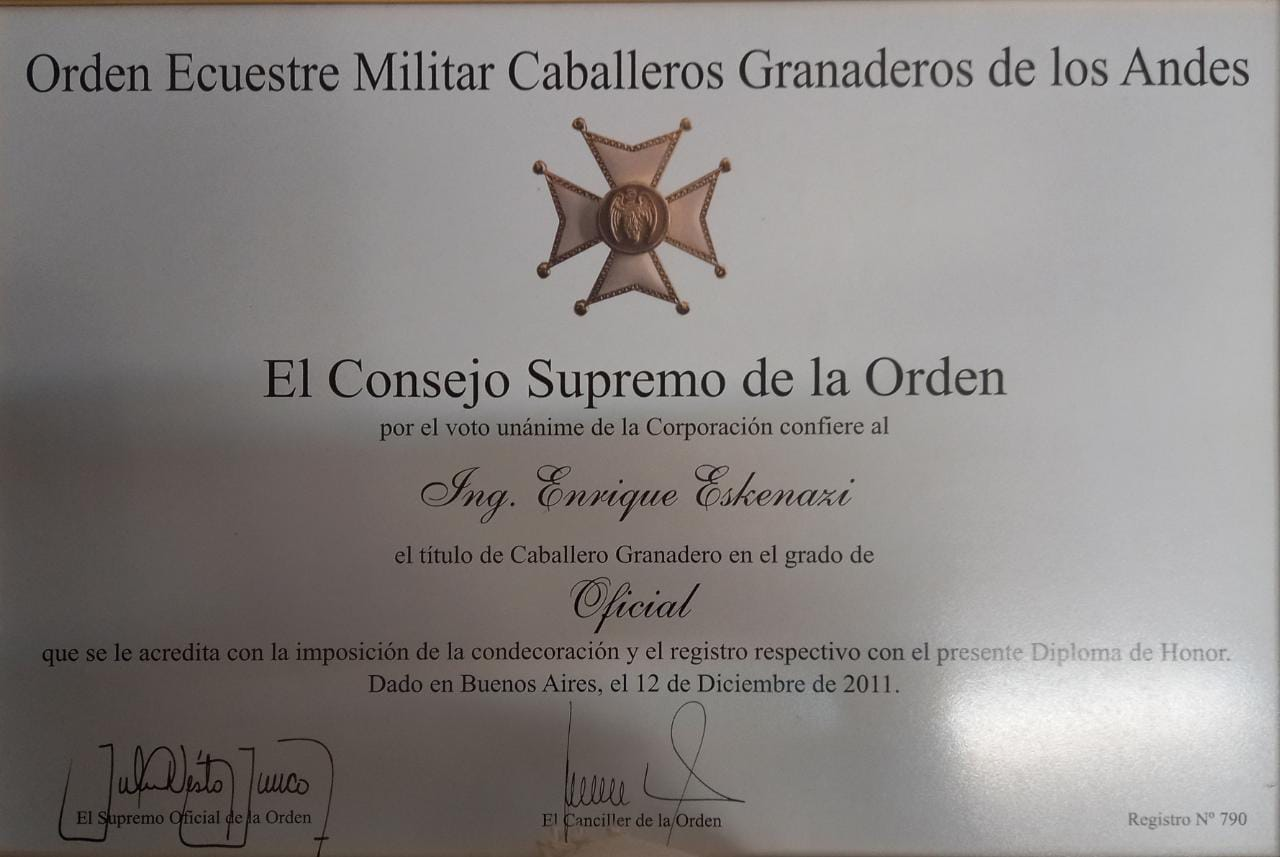
Enrique Eskenazi Ojalvo - Orden necuestre militar caballeros granaderos de los andes

En 2001 el fiscal Luis Moreno Ocampo llevó a cabo una investigación sobre irregularidades en el Banco, imputando al titular de la SIDE de Fernando de la Rúa, Fernando de Santibañes y su ministro de Justicia Ricardo Gil Lavedra, por "tráfico de influencias" en beneficio de directivos del Banco Galicia y el grupo Petersen en una causa judicial. Según Ocampo, el gobierno de De la Rúa, envió a un "emisario"  en nombre de Gil Lavedra que "operara" en la causa a favor de Eduardo Escasany, presidente del Banco Galicia.

## Reconocimientos
- 26 de febrero de 2009: Orden del Mérito Civil, Juan Carlos I, Rey de España[cita requerida]